# 불루간 카툰
불루간 또는 브르간(ᠪᠤᠷᠬᠠᠨ, 키릴 문자:Булган, 한자:卜魯罕, 卜鲁罕, ? ~ 1307년 6월 21일(음력 5월 21일) 혹은 1309년 5월(음력 6월))은 원나라 성종(테무르)의 후궁이자 황후(재위:1299년 10월 4일 ~ 1307년 5월)였다. 바야우트(伯岳吾)부 출신이다. 1299년 성종의 정비 시린다리 카툰이 죽자 그해 10월 정비로 승격되었으며, 성종의 아들 테이슈를 낳았으나 이듬해 요절했다. 테무르 칸 사후 2개월간 섭정으로 있었으며, 안서왕 아난다를 추대하려 하다가 퀼리그 칸 카이산의 정변으로 축출, 사사되었다.
동명이인으로 일 한국의 아바카 칸과 아르군 칸의 왕비였던 바야우트부족 출신 불루간과 구분을 위해 불루간 대카툰으로 부르기도 한다. 호는 수정(綏靜), 존호는 수정황후(綏靜皇后)이다.

## 생애

### 출생과 가계
불루간의 출생 년도와 생일은 미상이다. 그의 할아버지 부카 쿠르겐(不合古咧堅 혹은 普化)은 바야우트부족 출신으로, 칭기즈 칸을 섬기는 천부장 중의 1명이었다. 쿠르겐은 몽골어로 부마라는 뜻으로, 할아버지 부카 쿠르겐의 부인은 이름은 기록에 없어 실전되었지만, 칭기즈 칸 가문의 여성으로 추정된다. 원사 106권에는 훈신으로 나타난다. 부카 쿠르겐은 칭기즈 칸 재위 시, 주치 칸의 아들과 함께 삼림 부족을 정벌하는 전쟁에 참전했으며, 칭기즈 칸과 자무카 사이의 전투인 13익 전투에서도 활약하였다. 일설에는 부카 쿠르겐이 불루간의 할아버지가 아니라 증조부라는 설도 있다. 신원사 104권에 의하면 호는 수정(綏靜)이라 한다.
페르시아계 사서 '집사의 바야우트 부 편에는 바야우트부는 크게 2계통이 있으며, 지다 강 유역에 사는 제데이 바야우트와, 초원에 사는 케헤린 바야우트가 존재한다고 기록된다. 부카 쿠레겐은 이 중 제데이 바야우트부 출신이었다.
불루간의 아버지 툴리쿠스 쿠르겐(Тулис хүргэн, 脱里忽思 혹은 脫思想)의 부인은 칭기즈 칸의 딸과 주치의 딸이었다. 그는 현명하고 슬기로운 성격이었다 한다. 불루간의 유년시절과 초기 생애에 대한 것은 기록에 나타나지 않는다. 불루간은 부유한 집안 출신이었다.

### 후궁과 황후
1295년 입궁하여 성종(成宗) 테무르의 첩이 되고, 1299년 10월 성종 테무르의 정비 시린다리 카툰이 죽자, 성종은 재혼하지 않고 불루간이 곧 정비로 승격, 책봉하였다. 1299년 10월 4일 황후로 책봉되었다. 그는 시린다리 카툰 보다 성종 테무르의 호의, 총애를 받았다 한다.
1305년 그는 성종의 유일한 아들 테이슈(德壽)를 낳아 주었다. 원사 114권 열전에는 시린다리 카툰이 테이슈를 낳았다고 기록했으나, 라시드 웃딘의 집사와 와사프의 와사프 역사에는 바야우트부 출신 불루간 대카툰이 테이슈 태자를 낳았다고 기록하였다. 원나라말 명나라초의 작가 도종의(陶宗儀)가 1366년에 쓴 남촌철정록(南村輟耕録) 혹은 철정록(輟耕録)에 의하면 테이슈 태자는 불루간 대카툰의 소생이라 한다. 원사 114권 열전에는 시린다리 카툰이 테이슈 태자를 낳았다고 기록되었으나, 이는 원사의 다른 기록과 모순된다. 원사 106권의 후비표에는 시린다리 원비 옹기라트씨, 일찍 훙하다. 지대원년(원 무종 원년) 추존시호 정자정의황후이고, 성종묘에 배향했다.(失憐答里元妃弘吉剌氏 早薨 至大元年追尊諡曰貞慈静懿皇后 配享成廟)라는 기록과 원사 174권 제사편에 대덕 11년 무종 즉위.....(이하 중략)..... 선비를 황후로 추존하고 성종실에 부묘했다(大徳十一年 武宗即位.....(이하 중략).....追尊先元妃為皇后、祔成宗室)고 기록되어 있어, 1299년에 시린다리가 황후로 책봉되었다는 원사 114권 열전의 기록과 서로 모순된다. 또한 원사 20권의 1299년 10월 4일 바야우트씨를 황후로 책봉했다(冬十月戊申朔 有事于太廟。壬子 冊伯岳吾氏為皇后)와도 모순된다.
성종은 여타 몽골 군주들과 마찬가지로 주색(酒色)을 즐기는 나쁜 버릇이 있어, 재위 중반부터 건강이 악화되기 시작했다. 1300년 성종의 모후 황태후 코코진(闊闊眞)이 사망한 이후, 성종의 황후 불루간(卜魯罕)이 실권을 장악, 천자(天子)의 대리로 정무를 관장하면서 세력을 신장하였다. 성종은 술과 황음으로 병약하여 여러 병에 자주 걸려 병석에 누웠고, 성종 말년은 대부분 정무를 보기 힘든 상황이 되어 있어, 황후 불루간과 중서성우승상 하라흐슨 등이 테무르를 대신해 정무를 주관하였다.

### 정국 혼란과 조정 장악
1304년 1월 불루간은 불교 사찰 천수만녕사(天壽萬寧寺)를 건립하고, 기부하였다.
성종의 병세가 더욱 악화되자 1305년 6월 성종은 자신의 아들 테이슈(德壽)를 황태자에 책봉하는 한편, 둘째형(次兄) 다르마발라(答剌麻人剌)의 아들 카이샨(海山)과 아유르바르와다(愛育黎拔力人達)를 각각 몽고고원과 하남(河南)으로 추방함으로써, 제위계승문제를 매듭짓고자 했다. 여기엔 불루간 황후의 압력이 크게 작용하였다.
1306년 불루간 카툰은 수도 대도에 투멘 황실 사원을 건립하였다. 1306년 불루간 카툰은 다기 카툰과 그의 아들 아유르바르와다를 공격, 회주(懷州, 허베이 성 회맹로 주변)로 추방했다.
본래 불루간은 위구르 계통의 바야우트씨(伯岳吾氏) 출신으로, 다르마발라의 아내이자 가격(家格)면에서 상위였던 옹기라트씨(弘吉剌氏) 출신의 다기(答己)를 경계하고 있었다. 성종이 다기와의 재혼을 검토한 사례도 있었던 만큼, 불루간과 다기의 관계는 내내 불화가 지속되었던 것이다.
그런데 운이 나쁘게도 1306년 성종의 황태자는 친킴(眞金)처럼 부황(父皇)보다도 앞서 요절하고 말았다. 아들 테이슈가 죽고 성종(成宗) 테무르은 후계자를 지명하지 못했다. 성종이 재위 13년만에 아들 없이 병으로 죽은 후, 약 25년간(1307년 ~ 1332년)은 제위계승을 둘러싸고 미증유의 혼란이 계속되었다. 5대(五代)의 분쟁시대조차 이렇게 심한 혼란은 일어나지 않았다.

### 섭정과 최후
1307년 1월 성종의 병세가 위중해졌고 다급해진 불루간은 섬서(陝西)에 주둔 중이던 성종의 사촌동생 안서왕(安西王) 아난다에게 사람을 보내, 제위에 등극할 것을 제안했다. 불루간은 좌승상 아구타이(阿忽台)와 손잡고 아난다를 추대하려 했으며, 메릭 테무르 등도 아구타이에게 가담하였다. 아난다는 당시 몽골 서부 지역에 큰 군대가 있었으며, 오고타이가문의 군대, 차가타이 한국의 군대의 공격을 성공적으로 방어하였다. 불루간은 아난다를 보정(輔政)으로 임명하여 불러들였다.
1307년1월, 성종마저 붕어하였다. 그러나 아난다는 무슬림이었고, 일부 몽골 귀족은 크게 반발했다. 안서왕의 제위 계승에 불만을 품고 있던 우승상 하라하슨(哈剌哈孫)을 비롯한 몽고 왕공(王公)들은 비밀리에 카이샨과 아유르바르와다에게 성종의 서거 사실을 알리면서, 속히 대도(大都)로 귀환할 것을 촉구했다. 퀼리그 칸 카이샨은 성종의 유고 소식을 이미 듣고 대도 근처에 주둔하면서 상황을 엿보고 있었고, 2월, 아유르바르와다가 모친 다기와 함께 국상(國喪) 참례 명목으로 입경(入京)하였다. 이제 불루간 일파와의 일전은 피할 수 없게 되었다.
3월 2일 선제공격을 감행한 아유르바르와다 일파가 대도를 제압, 불루간파(派) 일당을 일망타진하는데 성공했다. 불루간이 거사를 도모하고 있다는 소식을 접한 아유르바르와다가 하루 앞서 선수를 친 것이다. 불루간은 3월 초 쿠릴타이를 계획하고 있었다. 안서왕과 좌승상 아쿠타이(阿忽台)는 처형당했고, 메릭 테무르는 감금당했다가 사약을 받았다. 1307년 3월 초, 아유르바르와다는 불루간을 아난다와 간통했다는 혐의로 황태후에서 폐위되고, 동안주(東安州, 현, 중화인민공화국 허베이성 랑팡 시 안치구)로 유배하였다. 그해 5월 불루간은 자진의 명을 받고 죽임을 당했다.
몽골의 사학자 소드벨리크( Ч.Содбилэг)에 의하면 불루간 카툰은 1309년까지도 살아있었다는 설이 있다. 그의 시호 여부는 미상이다.

### 사후
불루간의 시신의 행방과 장지는 미상이다. 한때 그가 안서왕 아난다와 사통했다는 소문이 돌았으나, 확실한 근거는 제시되지 않고 있다. 라시드 웃딘과 바사프는 그녀가 성종의 독자 테이슈 태자를 낳았다고 기록했으나, 원사에는 테이슈가 시린다리의 소생으로 기록된 이유는 알려진 것이 없다.
1310년 무종 카이산은 성종의 정비 시린다리 카툰을 태묘의 성종묘에 부묘하고, 1310년 10월 혹은 1307년 6월 30일 시호를 추서했다. 그러나 불루간은 태묘에 배향되지 못했고, 시호를 받은 기록은 나타나지 않는다. 원사 성종편에 그의 칭호는 폐황후(廢皇后)로 등장한다.

## 기년
| 불루간 카툰         | 원년            |
| 서력                | 1307년          |
| 육십간지 (六十干支) | 정미(丁未)      |
| 연호 (年號)         | 대덕(大德) 11년 |

## 같이 보기
- 테이슈
- 아난다